# Хорватська академія наук і мистецтв

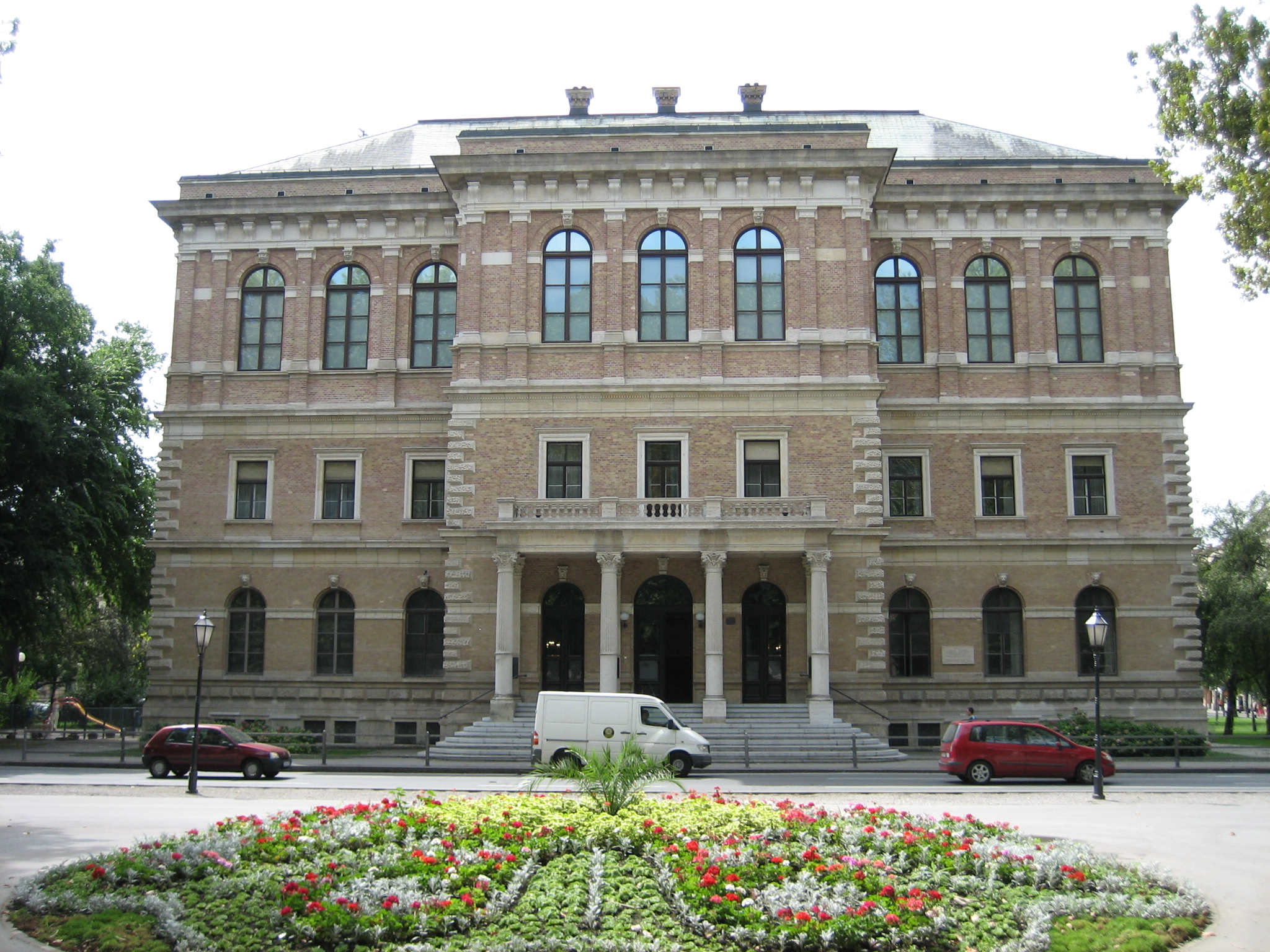
Хорватська академія наук і мистецтв

Хорватська академія наук і мистецтв (хорв. Hrvatska akademija znanosti i umjetnosti; HAZU; раніше: Югославська академія наук і мистецтв (хорв. Jugoslavenska akademija znanosti i umjetnosti) — JAZU) — найвища наукова установа Хорватії. Осідок академії знаходиться у місті Загреб.
Президент академії Велимир Найдгардт (Velimir Neidhardt).

## Історія
Ідея заснування Академії виникла в 1848 році за ініціативи Йосипа Юрая Штосмаєра. 4 березня 1866 року в Загребі була заснована Югославська академія. З 1945 по 1990 рік академія була складовою Академії наук Югославії. З 1990 року — незалежна  наукова установа, статус якої закріплений в конституції Хорватії.

## Структура

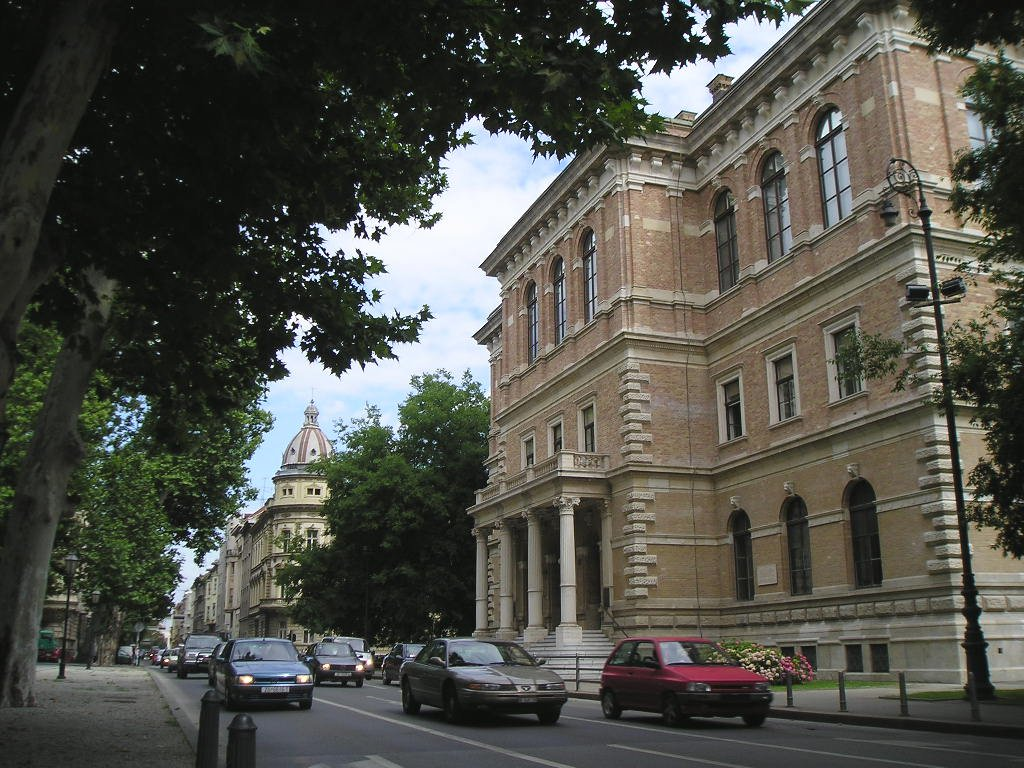
Хорватська академія наук і мистецтв

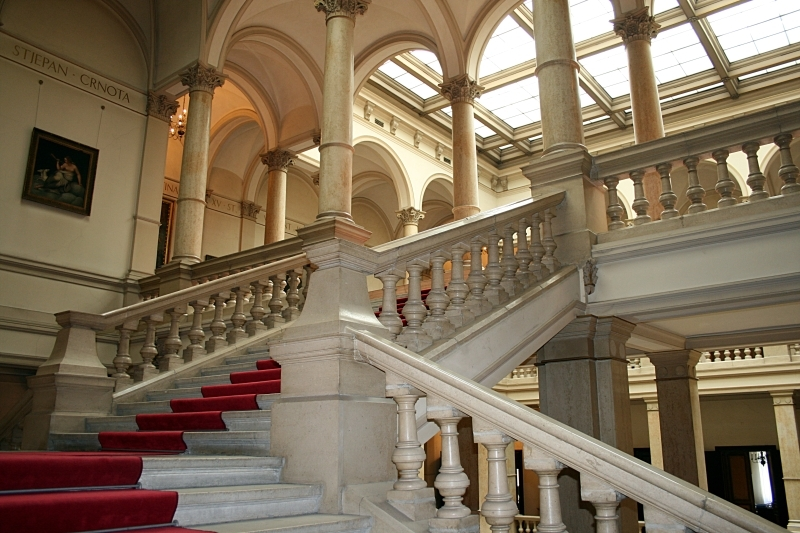

Хорватська академія наук і мистецтв складається з 9 секцій.
- I. Соціальні науки
- II. Математика, фізика, хімія
- III. Природничі науки
- IV. Медицина
- V. Філологія
- VI. Література
- VII. Образотворче мистецтво
- VIII. Музика та Музикознавство
- IX. Інженерна справа

## Академічні підрозділи
- Наукові центри
- музеї й галереї
- Архів Хорватської академії наук і мистецтв
- Бібліотека Хорватської академії наук і мистецтв
- Дендрарій в Трстено
- Фундація Хорватської академії наук і мистецтв

## Президенти академії
- Franjo Rački (1866—1886)
- Pavao Muhić (1887—1890)
- Josip Torbar (1890—1900)
- Tadija Smičiklas (1900—1914)
- Tomislav Maretić (1915—1918)
- Vladimir Mažuranić (1918—1921)
- Gustav Janaček (1921—1924)
- Gavro Manojlović (1924—1933)
- Albert Bazala (1933—1941)
- Tomo Matić (1942—1946)
- Andrija Štampar (1947—1958)
- Grga Novak (1958—1978)
- Jakov Sirotković (1978—1991)
- Ivan Supek (1991—1997)
- Ivo Padovan (1997—2003)
- Milan Moguš (2003—2019)
- Velimir Neidhardt (2019—)